# Rasmus Stoklund

Rasmus Stoklund (2024)

Rasmus Stoklund Holm-Nielsen (* 17. März 1984 in Fredericia, Region Syddanmark) ist ein dänischer Politiker der Socialdemokraterne, der unter anderem seit 2019 Mitglied der Folketing, des dänischen Parlaments, sowie seit 2024 Steuerminister in der Regierung Frederiksen II ist.

## Leben
Rasmus Stoklund Holm-Nielsen, Sohn des Hausmeisters Søren Holm-Nielsen und der Friseurin Marianne Ravnsgaard Stoklund, besuchte das Fredericia Gymnasium und begann 2006 ein Studium der Politikwissenschaft an der Universität Kopenhagen, welches er 2009 mit einem Bachelor of Science beendete. Ein dortiges darauf folgendes postgraduales Studium der Politikwissenschaften schloss er 2012 als Candidatus scientiarum politicarum (Cand.scient.pol.) ab und engagierte sich während des Studiums zwischen 2008 und 2012 Vorstandsmitglied sowie von 2010 bis 2012 Vorstandsvorsitzender von Frit Forum Kopenhagen, ein sozialdemokratischer Studierendenverband, der vor allem Studierende an Hochschulen organisiert. Daneben arbeitete er zwischen 2011 und 2013 als Berater von Dansk Metal, eine Metallarbeiter-Gewerkschaft, die Mitglied beim Hauptverband der Gewerkschaftsbewegung FH (Fagbevægelsens Hovedorganisation) und der Zentralorganisation der IndustrieangestelltenCO-industri (Centralorganisationen af industriansatte) ist, und danach von 2013 bis 2014 Sachbearbeiter bei der Wirtschaftsbehörde (Erhvervsstyrelsen). Im Anschluss kehrte er nach Dansk Metal zurück und war zwischen 2014 und 2016 Industriepolitischer Berater sowie von 2016 und 2019 Leiter der Abteilung Industriepolitik dieser Gewerkschaft.
Am 5. Juni 2019 wurde Stoklund für die Socialdemokraterne erstmals Mitglied der Folketing, des dänischen Parlaments, und vertritt dort seither den Wahlkreis „Nordsjællands Storkreds“. Während seiner Parlamentszugehörigkeit war er zwischen 2019 und 2022 Sprecher für Einwanderung und Integration sowie von 2019 und 2020 zugleich Sprecher für die Rechte indigener Völker und zwischen 2021 und 2022 wohnungspolitischer Sprecher der sozialdemokratischen Fraktion. Nachdem Christian Rabjerg Madsen 2. Mai 2022 zum Minister für Wohnen und Inneres in der Regierung Frederiksen I ernannt worden war, löste Stoklund diesen als Politischer Sprecher (Politisk ordfører) ab und war damit bis November 2022 vorrangig für die Außenkommunikation der Sozialdemokraten verantwortlich. Zugleich war er 2022 stellvertretender Vorsitzender des Untersuchungsausschusses sowie anschließend zwischen 2022 und 2024 Sprecher der Socialdemokraterne für Bildung und Forschung, ehe er von Januar bis April 2024 abermals Politisk ordfører war. Am 29. August 2024 übernahm er als Nachfolger von Jeppe Bruus Christensen in der Regierung Frederiksen II den Posten als Steuerminister (Skatteminister).
Aus seiner Ehe mit Anna Andreasen gingen drei Kinder hervor.

## Veröffentlichungen
- Farvel til nullerne, Mitautor, 2011
- Til blå Bjarne – en debatbog om Socialdemokratiet, globaliseringen og fremtiden, 2016
- Ingen over Domstolen – hvordan Den Europæiske Menneskerettighedsdomstol har taget magten fra de europæiske demokratier og sat sin legitimitet over styr, 2024